# Smólsk
Smólsk – wieś w Polsce, położona w województwie kujawsko-pomorskim, w powiecie włocławskim, w gminie Włocławek.
Wieś duchowna, własność kapituły włocławskiej, położona była w II połowie XVI wieku w powiecie brzeskokujawskim województwa brzeskokujawskiego. W latach 1975–1998 miejscowość administracyjnie należała do województwa włocławskiego. Według Narodowego Spisu Powszechnego (III 2011 r.) liczyła 304 mieszkańców. Jest siódmą co do wielkości miejscowością gminy Włocławek.

## Historia
Najstarsza pisana wzmianka o osadzie pojawiła się w dokumencie z 1250 roku. Pierwszym znanym właścicielem Smólska był Borsza herbu Pomian wzmiankowany w dokumentach z lat 1399–1409. Ród Pomianów należał do najbliższego otoczenia Władysława Łokietka i Kazimierza Wielkiego. Przed rokiem 1745 majątek stał się własnością rodziny Sokołowskich herbu Pomian. Prawdopodobnie około 1824 roku zrealizowali oni planowaną budowę nowego pałacu, o czym zaświadcza inwentarz dóbr smólskich. W 1842 Smólsk od Jana Kantego Sokołowskiego nabył Prot Pius Mielęcki, żonaty z córką Jana Kantego, Wandą. W 1859 dokonał on podziału dóbr – Smólsk wraz z folwarkami i przyległościami otrzymał jego starszy syn Jan. Przed 1881 dobra weszły w posiadanie Michaliny z Sokołowskich Morzyckiej, siostry Wandy Mielęckiej. W 1914 przejął je jej wnuk, Jan Woyda.
W czasie bitwy toczonej pod Włocławkiem 12-13 listopada 1914 roku w pałacu wybuchł pożar, który uszkodził zewnętrzne mury budowli. Po odnowieniu otrzymały one nowe otynkowania, znacznie skromniejsze niż pierwotne. W 1917 posiadłość kupili Stefan Zygmunt i Joanna Olszowscy. Pod koniec II wojny światowej folwark i pałac zostały obrabowane i zniszczone najpierw przez uciekających Niemców, a potem żołnierzy radzieckich. W 1945 pałac został przejęty przez Skarb Państwa. Od 1956 roku mieściła się w nim szkoła podstawowa. W 1985 roku pałac został wpisany do ogólnopolskiego rejestru zabytków. Od 2004 roku znajduje się w prywatnych rękach. Od tego czasu rozpoczęły się prace związane z odrestaurowaniem zespołu pałacowo-parkowego.

## Zabytki
Według rejestru zabytków NID na listę zabytków wpisany jest zespół pałacowy, 1 ćw. XIX w., k. XIX w., nr rej.: 165/A z 5.06.1985: pałac i park.